# Милосав Лаповац
Милосав Стојановић Лаповац (Сикирица код Параћина (1770 — Рача 1844) је био хајдук, главни буљукбаша Смедеревске нахије у Првом српском устанку и кнез Смедеревске нахије од 1825. године.

## Рани живот
Милосав Стојановић Лаповац родио се око 1770. године у селу Сикирица у Параћинској нахији. Његов отац Стојан се са породицом доселио у Лапово крајем XVIII века. Стојан је био јако успешан у свом крају, а својим знањем и умећем у Лапову је постао још имућнији. Стојан је поред Милосава имао још четири сина Петра, Петка, Павла и Радована и два пасторка Маринка и Дамјана. Имао је и сестру Мару која је била удата хајдука Милету Николића, једног од највернијих хајдука Станоја Главаша. Ниједан портрет Милосава није сачуван, а његов изглед је описао Милош Милосављевић: „Милосав је био средњег раста, широких плећа, риђе косе, жутих и сјајних очију,  озбиљног и замишљеног погледа. Био је дружеван и пријатан.Иза себе је оставио јединца сина Лазу“.
Не зна се када се почео потписивати „Лаповац“, ни зашто у потпису није користио воје презиме Стојановић.
Пре Првог српског устанка био у хајдучкој дружини Станоја Главаша. Дружину су чинили између осталих и Хајдук Вељко, Даскал-Цветко, Цинцар-Јанко, Конда из  Мораве, Вуле Илић из Колара и Милован из Велике Плане. Од раног пролећа па  до касне јесени, они су били сакупљени око Станоја  Главаша, у огромној шуми између Кубршнице и Јасенице. Зими их је Станоје слао у богатије куће и манастире, а с пролећа би се опет сакупили. Милосав Лаповац би зиму проводио у Миљковом манстиру.

## Устаник
Део народних старешина који је избегао Сечу кнезова се 11.и 12. фебруара окупио у селу Копљари у Шумадији, у кући Матије Каратошића. На том  месту донета је одлуку о одржавању тајног сабора у Орашцу. Уз Карађорђа, састанку су присуствовали Станоје Главаш, Вуле Коларац, хајдук Милован из Плане, Милосав Лаповац, Кара Стева и Милета из Глибовца. Историчар Миленко Вукићевић га наводи међу десет најзначајнијих личности на овом збору, 
док Милош Милисављевић пише да када је отпочела буна „видимо Милосава код Карађорђа као шестог друга“.
По дизању устанкаМилосав Лаповац се одмах прикључио Карађорђу са 30-40 својих људи из Лапова. Милосав Лаповац је знао да се супростави Карађорђу. О томе пише Вук Стефановић Караџић који каже да је Милосав одбио да са устаницима нападну кнеза Теодосија са којим је Карађорђе био у сукобу. Он је свој став образложио речима: „Ми нисмо устали да се бијемо са браћом својом, него смо устали да се бијемо са Турцима, а вама ако је што криво, ето вам поља па удрите сами.
Због својих заслуга у Првом српском устанку Милосав Лаповац је изабран за буљукбашу Смедеревске нахије, а био је под 
командом Ђуше Вулићевића. Ђуша Вулићевић је убијен приликом опсаде Смедерева 1805.године, а вођство је преузео његов брат Вујица. Он је Милосава прогласио за главног буљукбашу Смедеревске нахије. Као главни буљукбаша Смедеревске нахије учествовао је у многим биткама у Првом српском устанку, а своје херојство показао је у боју на Лозници 1810. године када је рањен.
Милосав је учествовао и у Хаџи Продановој буни 1814. године и у Другом српском устанку.

## Ђакова буна
За време владавине Милоша Обреновића, Србија је била подељена на 12 нахија. Свака нахија била је подељена на неколико кнежина. У првим годинама након Другог српског 
устанка, нахијски кнез у Смедеревској нахији био је Вујица Вулићевић, док су кнежински кнезови били Милосав Лаповац и кнез Живан.
Милош Обреновић је у току борби за аутономију завео апсолутистичку владавину. Незадовољство народа владавином кнеза довело је до Рудничке завере која се десила у децембру 1824.године, а затим и до Ђакове буне која је букнула 11. јануара 1825. године. Вођа буне био је Миливоје Поповић Ђак трговац из Кусатка у Јасеници.
У гушењу буне учествовао је Милосав Лаповац. Милоје Ђак је 17. јануара послао кнезове и кметове из Лапова, Аџибеговца, Ракинца и Велике Плане да у овим местима сакупе људе да му се придруже. O томе Милосав Стојановић из Лапова обавештава кнеза Милоша. Он у писму наводи да је Ђак запретио да ће сва села попалити ако не приђу њему, а њихове кнезове и кметове убити. Милош је одговорио Милосаву и од Лапова и  осталих села тражио да се смире уз напомену да се у Крагујевцу окупља војска састављена од 5000 људи и да му о свему што се збива шаље извештаје. Пошто није било извештаја три дана, Милош је упутио писмо Милосаву да се „потруди што скорије каково известије амо послати“.
Милош је 21. јануара из Крагујевца упутио наредбу Милосаву да почне офанзиву против побуњеника. Он је од њега затражио „да сва села која нису помешана са бунтовницима окупи и да почне терати“. Њима би се придружио Милош који се налазио у Грбици где је окупио војску из Груже, Јагодинске, Рудничке, Пожешке и Ужичке нахије. Војска, на челу са Томом Вучићем, одмах је у зору 22. јануара, не сачекавши Милоша, напала и разбила војску Милоја Ђака. Милосав Лаповац и Кара-Бибер су са момцима дошли у Свилајнац и јавили Милосаву Здравковићу Ресавцу, кнезу Ћупријске нахије да је Ђак са својим побуњеницима савладан. 
Милосав је примио вест о хватању Милоја Ђака у Пожаревачкој нахији где се налазио са кнезом Милосавом Здравковићем Ресавцем. На писмо које су добили од књаза Милоша, Ресавац је одговорио  следећим речима: „Сад суруџија стиже који нам  радосно писмо донесе од Вашег Сијатељства да је Ђак ухваћен и сви овде скупа са Лаповцем, Карабибером и прочим момцима вашим и са свом војском шенлук бацисмо радоснога гласа ради.

## Кнез
Милош Обреновић је 31. маја 1825. године упутио проглас народу Нахије смедеревске да је дотадашњи кнез Ранко Мајсторовић постао члан Народног суда, а  да су уместо њега именована два нова кнеза − Милосав Лаповац и Стојан Ћирковић. Милош је тако уместо да постави једног нахијског кнеза, Смедеревску нахију поделио на две кнежине. 
Милосаву је припала Јасеничка, а Стојану Ћирковићу Моравска кнежина. Јасно је да је Милош поставио Милосава Лаповца за 
кнеза Јасеничке кнежине због његових заслуга у сламању Ђакове буне.
Као један од двојице кнезова Смедеревске нахије, Милосав Лаповац је извештавао Милоша о свим важним стварима. Редовно је у писмима обавештавао о хајдучији, сакупљеном порезу, скели на Великој Морави и другим стварима.  Често је бринуо и о најсиромашнијим становницима своје кнежине, о чему говоре писма у којима моли Милоша да их ослободи од пореза.

## Приватни живот
О приватном животу се не зна пуно. Отац му се звао Стојан и бавио се трговином. Стојан је поред Милосава имао још четири сина Петра, Петка, Павла и Радована и два пасторка Маринка и Дамјана. Постоје неслагања око тога да ли му се Мара звала мајка или сестра.
Два пута се женио. Име прве жене нам није познато, док се други пут оженио Маром, другом супругом Станоја Главаша и то на наговор кнеза Милоша. Од деце имао је само сина Лазу.
Милосав Лаповац је 1837. године међу првима добио државну пензију која је у то време износила 1890 талира годишње. Након одласка у пензију преселио се у Рачу где је и преминуо 1844. године.

## Негативан став Вука Караџића
Било је и оних који нису имали позитивно мишљење o Милосаву као кнезу и то су јавно истицали. У питању је Вук Караџић који је у писму послатом Милошу Обреновићу 12/24.априла 1832. године између осталог написао: „Ја не презирем ни Мићића, 
ни Вучића, ни Стојана Симића, ни Амиџе, ни Пере Цукића, ни Милосава Лаповца; то су све људи, који би се могли с ползом употребити на послове пристојне њиовим способностима, и који, као и млога друга браћа, према њиовим заслугама заслужују чест и поштење; али се према данашњем веку са таким  људма не може, ни најуређенија држава управљати, а  камо ли неуређена уредити.“ Вук Караџић још пише: „да је Милосав Лаповац предлагао јавно у то време, да се побију сви, који знаду читати и писати, а када му је неко рекао: Па шта ћемо онда без писара? Како ћемо купити порезу и јављати један другом којешта? А он је одговорио: Порезу ћемо резати у рабош, а када  имам што коме да јавим, ја ћу му по момку послати јабуку – и поручити му оно што имам да му јавим“.